# Big Brother & the Holding Company (альбом)
Big Brother & the Holding Company — дебютный альбом сан-францисской рок-группы Big Brother & the Holding Company, записанный с продюсером Бобом Шадом 12-14 декабря 1966 года и вышедший в 1967 году.

## Об альбоме
Релиз альбома был отложен лейблом Mainstream Records и осуществлён с большим опозданием лишь после того, как группа с успехом выступила на рок-фестивале в Монтерее. Задним числом к материалу альбома были добавлены два трека, выпущенные синглом: «Coo Coo» (композиция Питера Албина) и «The Last Time» (Дженис Джоплин).
О дебютном альбоме Джоплин говорила:
Альбом получился слабым, потому что мы были молодыми и наивными, плохой был продюсер, не было у нас ни менеджера, ни вообще человека, который мог бы что-то посоветовать. Мы были в растерянности, и нас просто использовали. Дали три дня на запись всего альбома и намекнули, что если мы позволим себе в студии какие-то творческие вольности, нас тут же вышвырнут.Дженис Джоплин. Ramparts Magazine, 1968
Альбом поднялся до 60 места в списках «Биллборда»; сингл «Down On Me» (композиция Джоплин) остановился на подступах к Top 40. Год спустя мегахитом группы стал второй альбом, Cheap Thrills.
В 1999 году Стив Берковиц (бывший менеджер The Cars) организовал перевыпуск альбома с 14 треками, комментариями Сэма Эндрю и 8-страничным буклетом.

## Список композиций
| №   | Название                     | Автор(ы)                                | Длительность |
| --- | ---------------------------- | --------------------------------------- | ------------ |
| 1.  | «Bye, Bye Baby»              | Powell St. John                         | 2:37         |
| 2.  | «Easy Rider»                 | Джеймс Гёрли                            | 2:23         |
| 3.  | «Intruder»                   | Дженис Джоплин                          | 2:27         |
| 4.  | «Light Is Faster Than Sound» | Питер Албин                             | 2:30         |
| 5.  | «Call on Me»                 | Сэм Эндрю                               | 2:32         |
| 6.  | «Coo Coo» (Single)           | Трад.; аранжировка Питера Албина        | 1:56         |
| 7.  | «Women Is Losers»            | Дженис Джоплин                          | 2:03         |
| 8.  | «Blindman»                   | Албин, Эндрю, Дэйв Гетц, Гёрли, Джоплин | 2:23         |
| 9.  | «Down on Me»                 | Трад.; аранжировка Дженис Джоплин       | 2:04         |
| 10. | «Caterpillar»                | Питер Албин                             | 2:18         |
| 11. | «All Is Loneliness»          | Moondog                                 | 2:30         |
| 12. | «The Last Time» (Single)     | Дженис Джоплин                          | 2:15         |

### 1999: бонусы
1. Call on Me (вторая версия) — 2:42
2. Bye, Bye Baby (вторая версия) — 2:39

## Участники записи
- Дженис Джоплин — вокал
- Сэм Эндрю — гитара
- Джеймс Гёрли — гитара
- Питер Албин — бас-гитара
- Дэйв Гетц — ударные